# Sõmerpalu (gemeente)
Sõmerpalu (Estisch: Sõmerpalu vald) was een gemeente in de Estlandse provincie Võrumaa. De gemeente telde 1717 inwoners op 1 januari 2017 en had een oppervlakte van 182,3 km². De hoofdplaats was Sõmerpalu. Dat was tevens de enige plaats in de gemeente met de status van vlek (Estisch: alevik). De 34 andere plaatsen in de gemeente waren dorpen.
Bij de gemeentelijke herindeling van oktober 2017 werd Sõmerpalu bij de gemeente Võru vald gevoegd.

## Geografie

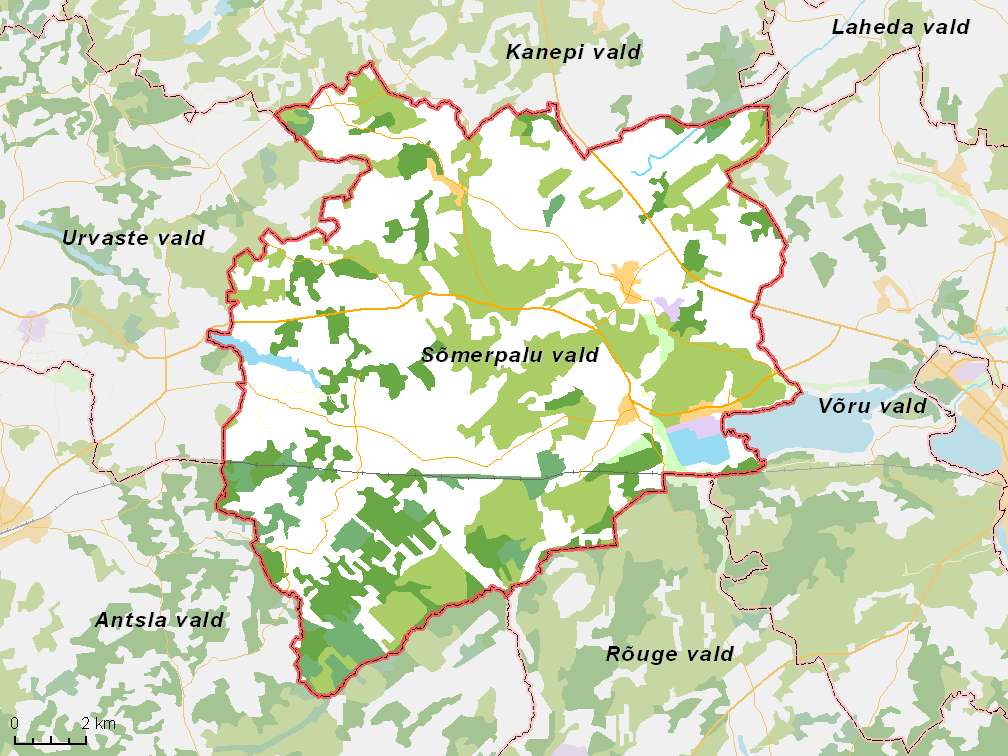
De gemeente met omliggende gemeenten, situatie begin 2017